# ヤクブ・スウォビィク
ヤクブ・スウォビィク（Jakub Słowik、1991年8月31日 - ）は、ポーランド・ノヴィ・ソンチ出身のプロサッカー選手。Jリーグ・横浜FC所属。ポジションはゴールキーパー。元ポーランド代表。

## 経歴
2015年1月、フットボールリーグ・チャンピオンシップのレディングFCに1週間練習参加したが、正式契約には至らなかった。
2015年6月、ポゴニ・シュチェチンと2年間の契約を締結した。
2017年6月22日、シロンスク・ヴロツワフへ加入。
2019年7月2日、シント＝トロイデンVVへ移籍したシュミット・ダニエルの後釜としてベガルタ仙台へ完全移籍で加入した。
続く2021シーズンもチームの正GKとして活躍。
2021年12月18日、J1・FC東京へ完全移籍することが発表された。
2023シーズンは背番号を24から27に変更。しかし、シーズン中盤以降は若手の野澤大志ブランドンにポジションを奪われ、2023年12月2日に契約満了により退団することが発表された。
2024年1月22日、トルコ・スュペル・リグのコンヤスポルへの加入が発表された。
2025年6月29日、コンヤスポル退団が発表された。
2025年7月14日にJ1リーグ・横浜FCへの加入が発表された。1年半ぶりのJリーグ復帰となる。

## Jリーグでの個人成績
| 国内大会個人成績 | 国内大会個人成績 | 国内大会個人成績 | 国内大会個人成績 | 国内大会個人成績 | 国内大会個人成績 | 国内大会個人成績 | 国内大会個人成績 | 国内大会個人成績 | 国内大会個人成績 | 国内大会個人成績 | 国内大会個人成績 |
| 年度             | クラブ           | 背番号           | リーグ           | リーグ戦         | リーグ戦         | リーグ杯         | リーグ杯         | オープン杯       | オープン杯       | 期間通算         | 期間通算         |
| 年度             | クラブ           | 背番号           | リーグ           | 出場             | 得点             | 出場             | 得点             | 出場             | 得点             | 出場             | 得点             |
| 日本             | 日本             | 日本             | 日本             | リーグ戦         | リーグ戦         | リーグ杯         | リーグ杯         | 天皇杯           | 天皇杯           | 期間通算         | 期間通算         |
| ---------------- | ---------------- | ---------------- | ---------------- | ---------------- | ---------------- | ---------------- | ---------------- | ---------------- | ---------------- | ---------------- | ---------------- |
| 2019             | 仙台             | 24               | J1               | 15               | 0                | 0                | 0                | 1                | 0                | 16               | 0                |
| 2020             | 仙台             | 27               | J1               | 27               | 0                | 1                | 0                | -                | -                | 28               | 0                |
| 2021             | 仙台             | 27               | J1               | 37               | 0                | 1                | 0                | 0                | 0                | 38               | 0                |
| 2022             | FC東京           | 24               | J1               | 33               | 0                | 1                | 0                | 0                | 0                | 34               | 0                |
| 2023             | FC東京           | 27               | J1               | 24               | 0                | 2                | 0                | 1                | 0                | 27               | 0                |
| 2025             | 横浜FC           | 24               | J1               |                  |                  |                  |                  |                  |                  |                  |                  |
| 通算             | 日本             | 日本             | J1               | 136              | 0                | 5                | 0                | 2                | 0                | 143              | 0                |
| 総通算           | 総通算           | 総通算           | 総通算           | 136              | 0                | 5                | 0                | 2                | 0                | 143              | 0                |

## 代表歴

### 試合数
- 国際Aマッチ 1試合 0得点（2013年）[12]

| ポーランド代表 | 国際Aマッチ | 国際Aマッチ |
| 年             | 出場        | 得点        |
| -------------- | ----------- | ----------- |
| 2013           | 1           | 0           |
| 通算           | 1           | 0           |